# Avex Group
Az Avex Group Holdings Inc. (エイベックス・グループ・ホールディングス株式会社; Eibekkuszu Gurúpu Hórudinguszu Kabusikigaisa; Hepburn: Eibekkusu Gurūpu Hōrudingusu Kabushikigaisha) tokiói székhelyű japán lemezkiadó, melynek számos leányvállalata van. Az Avex az angol audio visual expert szavakból alkotott mozaikszó. Az Avex Japán legnagyobb független kiadója, mely 2000-ben a dél-koreai S.M. Entertainmenttel is szerződött koreai előadók képviseletére. 2011-ben YGEX néven a YG Entertainmenttel közösen hoztak létre kiadót. Az Avexnek Tajvanon, Hongkongban és Sanghajban is van leányvállalata.
A kiadó alá olyan híres japán előadók tartoznak, mint Hamaszaki Ajumi, Kóda Kumi, hitomi, Szuzuki Ami vagy Gotó Maki.
2012 első felében az Avex a japán zenei piaci bevételek 15,9%-át birtokolta, ezzel a legsikeresebb kiadó lett a Sony Music Japan (14,3%) és a Universal Music Japan (9,9%) előtt.